# 放射輝度
放射輝度（ほうしゃきど、英語: radiance）とは、放射源の表面上の点からある方向へと放出される放射束を表す物理量である。英語名のままラディアンスとも呼ばれる。放射輝度は、放射束の立体角と放射源表面の投影面積による微分として定義される。拡散源からの放射と、拡散面からの乱反射の両方に用いられる。
SIにおける単位はワット毎平方メートル毎ステラジアン（記号: W sr−1 m−2）が用いられる。
量記号には L や Le が用いられる。なお、添え字 e は放射量（エネルギー）であることを表している。

## 定義

放射源の表面上の1点を考え、この点を含む微小な表面積を dS とし、この微小表面積 dS からでる放射束を Φsrc とする。また、この点から位置 r にある微小な断面積を dΣ、この点を中心として dΣ が張る立体角を dω とする。さらに dS の法ベクトルを n とし、n と r のなす角を θ とする。
この点から r の方向への放射輝度は
{\displaystyle L={\frac {1}{\cos \theta }}{\frac {d^{2}\varPhi _{\text{src}}}{dS\,d\omega }}}
で定義される。放射束を立体角で微分することで r の方向へ放出される放射強度となり、さらに放射源の表面積で微分することで、放射源上の点から放出される放射強度の密度となる。放射源の表面積 dS に方向余弦 cosθ をかけることで、表面積をエネルギーが放出される方向から見た投影面積へと変換している。これは放射源の表面から斜めに出る放射の場合には放射される方向から見たときの見かけの面積が小さくなり、伝達される放射束が同じならば、面積あたりの密度が高くなることを表現している。

### 分光放射輝度
電磁波の放射に対しては、波長ごと、あるいは周波数ごとの放射輝度を考えることができて、これは分光放射輝度（ぶんこうほうしゃきど、英語: spectral radiance）、あるいはスペクトル放射輝度と呼ばれる。特に可視光付近での波長の単位としてナノメートル（記号: nm）が用いられるので、波長で表した分光放射輝度の単位は W sr−1 m−2 nm−1 となる。周波数で表した分光放射輝度の単位は W sr−1 m−2 Hz−1 となる。
波長 λ で表した分光放射輝度を Lλ、周波数 ν で表した分光放射輝度を Lν とすれば、放射輝度は
{\displaystyle L=\int _{0}^{\infty }L_{\lambda }\,d\lambda =\int _{0}^{\infty }L_{\nu }\,d\nu }
となる。

## 他の放射量との関係
放射源の外側の半球の方向で積分すれば、放射発散度
{\displaystyle M(x,y)={\frac {d\varPhi _{\text{scr}}}{dS}}=\int _{\text{ext}}L\cos \theta \,d\omega =\oint d\phi \int _{0}^{\pi /2}L(x,y,\theta ,\phi )\cos \theta \sin \theta \,d\theta }
となる。放射輝度が方向によらない場合は M = πL となる。
放射源の広がりが r に比べて充分小さい場合には、放射源の表面積 ΔS で積分すれば、放射強度
{\displaystyle I(\theta ,\phi )={\frac {d\varPhi _{\text{src}}}{d\omega }}=\int _{\Delta S}L\cos \theta \,dS=\cos \theta \int _{\Delta S}L(x,y,\theta ,\phi )\,dS}
となる。ここで放射源の広がりが充分小さいという条件から方向余弦 cosθ の変化を無視している。 放射輝度が方向に依らない場合は
{\displaystyle I(\theta )=I_{n}\cos \theta }
と表わすことができて、この関係はランベルトの余弦則と呼ばれる。

## 黒体輻射の理論
放射源が黒体による熱輻射による場合には黒体輻射の理論式が知られている。熱力学温度 T の黒体による放射輝度は、シュテファン＝ボルツマンの法則により
{\displaystyle L={\frac {\sigma }{\pi }}T^{4}}
で与えられる。また、そのスペクトル放射輝度はプランクの法則により
{\displaystyle L_{\lambda }={\frac {c_{1L}}{\lambda ^{5}}}{\frac {1}{\exp(c_{2}/\lambda T)-1}}}
で与えられる。

## コンピュータグラフィックスと放射輝度
コンピュータグラフィックス分野において、非常に写実的な画像を生成したい場合、現実世界の物理モデルに基づいた光のシミュレーションが行われる。この際、放射輝度は、微小面積からある方向へ向けて単位時間に放出される光子の数を表しているため、「光線」を表す基本的な物理量として、レイトレーシングやフォトンマッピングなどのコンピュータグラフィックス理論で利用されている。

## 放射量の国際単位系
| 物理量         | SI単位                             | 記号    | 備考                     |
| -------------- | ---------------------------------- | ------- | ------------------------ |
| 放射エネルギー | ジュール                           | J       | 光における光度エネルギー |
| 放射束         | ワット                             | W       | 光における光束           |
| 放射強度       | ワット毎ステラジアン               | W/sr    | 光における光度           |
| 放射輝度       | ワット毎ステラジアン毎平方メートル | W/sr/m2 | 光における輝度           |
| 放射照度       | ワット毎平方メートル               | W/m2    | 光における照度           |
| 放射発散度     | ワット毎平方メートル               | W/m2    | 光における光束発散度     |
| 分光放射輝度   | ワット毎ステラジアン毎立方メートル | W/sr/m3 |                          |
| 分光放射照度   | ワット毎立方メートル               | W/m3    |                          |